# HD 114762 A b
HD 114762 A b — экзопланета в двойной системе HD 114762 в созвездии Волосы Вероники. Была открыта Д. Латамом в 1989 году, но окончательно подтверждена лишь в 1999 году.
HD 114762 A b находится у звезды F-класса HD 114762 A на расстоянии 132 световых лет от Солнца. Оборот вокруг своей звезды, совершает по вытянутой орбите (эксцентриситет 0,3359) почти за три месяца (83 дня), на расстоянии 0,363 (0,241—0,485) а. е. (то есть, примерно, как Меркурий от Солнца). Поскольку, верхняя планка максимальной массы не определена, HD 114762 A b может оказаться не экзопланетой, а коричневым карликом. Минимальная масса HD 114762 A b — 11 масс Юпитера. Оптически, этот компаньон не обнаружен. Если окажется, что HD 114762 A b экзопланета, то она будет второй, вслед за Гамма Цефея A b, внесолнечной планетой, обнаруженной (но неподтверждённой) до открытия экзопланет в 1991 году у пульсара PSR B1257+12 и в 1995 году у звезды 51 Пегаса.